# Alliopsis constrictor
Alliopsis constrictor är en tvåvingeart som först beskrevs av Malloch 1920.  Alliopsis constrictor ingår i släktet Alliopsis och familjen blomsterflugor. Inga underarter finns listade i Catalogue of Life.